# خاطرات دکتر
سریال خاطرات دکتر (Doctor's Diary)، یک درام آلمانی-اتریشی در حوزه پزشکی است که سه فصل از آن و در سال‌های ۲۰۰۸ تا ۲۰۱۱ درشبکه RTL با تولید مشارکتی شرکت رسانه‌ای ORF روی آنتن رفت. تمرکز این سریال بر روی خانم دکتری جوان به نام مارگارت «گرچن» هاسه می‌باشد که می‌خواهد در یک بیمارستان مشغول به کار شود. این سریال توسط بورا داکتکین کارگردانی شده و از ۲۳ ژوئن ۲۰۰۸ تا ۱۴ فوریه ۲۰۱۱ در شبکه تلویزیونی RTL آلمان نشان داده شده‌است.
این سریال در کانادا از ۳۱ اوت ۲۰۱۰ در شبکه Séries+ روی آنتن رفت. پخش این سریال در فرانسه از ۸ ژوئن ۲۰۱۱ در تلویزیون TF1 و از ۳۱ مارس ۲۰۱۳ در تلویزیون HD1 آغاز شد.

## طرح داستانی سریال
یک هفته قبل از عروسی با نامزدش پیتر، دنیای «گرچن هاسه» از هم می‌پاشد. او به خانه پدر و مادرش در برلین برمی گردد جایی که پدرش، پروفسور فرانتس هاسه، به او پیشنهاد می‌کند که به عنوان پزشک یار در بخش جراحی در همان بیمارستانی که خودش کار می‌کند تقاضای همکاری پر کند و مشغول به کار شود. پیرو پیشنهاد پدرش، او عشق دوران مدرسه خودش، دکتر مارک مایر، را که در سمت رئیس بخش جراحی همان بیمارستان کار می‌کند ملاقات می‌کند. در طول دوران مدرسه‌شان، او (مارک) هرگز برای سربه سر گذاشتن و رنجاندن گرچن لحظه‌ای را از دست نداده بود بدون اینکه حتی از او دلجویی کند. اکنون که دوباره یکدیگر را می‌بینند او بی درنگ به اذیت کردن و متلک انداختن به گرچن اقدام می‌کند، این بار در مورد وزنش، موضوعی که گرچن بسیار نسبت به آن حساس و زودرنج است.